# جوزيف بي وليامز
جوزيف بي وليامز (بالإنجليزية: Joseph P. Williams) هو مصرفي أمريكي، ولد في 1915، وتوفي في 2003.